# 本多正信
本多正信（日语：／ Honda Masanobu，1538年—1616年7月20日）是日本戰國時代武將、江戶時代初期大名，幕府老中。父親是本多俊正，別稱彌八郎。松平氏（後來的德川氏）家臣，鷹匠出身的武士。他育有三子，長子是正純、次子政重、三子忠純。相模國玉繩藩藩主。

## 經歷

### 從叛離到流浪
1538年在三河國出生，為本多俊正次子。最初作為鷹匠效忠家康。但在永禄6年（1563年），三河一揆眾發動了三河一向一揆，正信作為一揆眾武將，與弟弟正重一起與家康對立。翌年一揆軍被家康鎮壓，正信從德川氏叛逃，仕從大和的松永久秀。雖獲久秀重用，但當幕府將軍足利義輝被暗殺後，正信便離開了松永久秀，開始在諸國之間流浪。
但並無確切的歷史考證描述正信在流浪期間在何處做過何事。有一說為正信前往加賀與石山本願寺聯手，共同對抗織田信長（《藩翰譜》）。在諸國流浪末期，正信通過舊知大久保忠世向家康表達了想回到德川氏的願望。最終，在忠世的斡旋之下，順利回歸。具體回歸時期由於存在諸多說法，並不能確定。大致時間處於姉川之戰至本能寺之變發生前之間。

### 初露鋒芒
天正10年（1582年），發生本能寺之變，織田信長橫死。當時，家康正在堺之町遊覽，當其得知織田信長死訊便決定翻越伊賀。有一說為此時正信陪同家康翻越伊賀回到居城（《藩翰譜》）。其後，家康將武田舊領甲斐·信濃並合，任命正信為兩地奉行，進行實權統治。
天正14年（1586年）官從五位下佐渡守。
天正18年（1590年）小田原之戰後，家康依豐臣秀吉之令，信移往關東地區。正信被封賞相模玉繩1萬石領地，成為一位大名。
要說正信在歷史的舞台上嶄露頭角的話，應在時值慶長3年（1598年）秀吉去世之後。在此期間，正信作為家康的參謀極其活躍。據傳，在家康奪取政權的過程當中的許多謀略，比如發生在慶長4年（1599年）的前田利長謀反嫌疑的謀略之類，有一大半是正信獻的策。
慶長5年（1600年）關原之戰中，正信參與德川秀忠軍勢，在信濃的上田城遭遇善戰的真田昌幸，而延緩了軍機。此時，正信向秀忠進言，要求停止進攻上田城，但並未被採納。

### 幕府時期
為了使家康就任將軍，1601年本多正信積極與朝廷進行交涉。1603年家康就任將軍並創立江戶幕府，正信以家康側近的身份成為了幕府實則主導權。1605年德川家康讓位給秀忠成為大御所，正信成為了秀忠在江戶的顧問主導了幕府政務，1607年成為秀忠的老中。
1610年晉升為大老。1612年岡本大八事件，使本多正信勢力減弱，武斷派勢力增加，開始於大久保氏大久保忠鄰等人對立。1613年因生前的賄賂專橫被曝，已故的大久保長安全家被誅殺，正信的政敵大久保忠鄰亦因牽連失勢，增長了正信的勢力。
在晚年的時候，由於年老加上身體出現毛病，步行顯得相當困難。於大坂之陣中，繼續為家康獻策。1616年家康死後家督讓給長子正純，不接觸任何政務。在1616年7月20日因為病重而去世，終年79歲。三年後正純成為了宇都宮十五萬石大名，不過正純因為失勢而擁有領地全遭沒收。

## 人物及關係
在正信獲得家康信任以後，家康多以「朋友」來稱呼正信，能帶刀自由進出家康寢室，且家康時常是第一個理解正信想法的人。也因這層關係，讓正信一家在幕府初期得到極大的權勢，讓敵對的大久保派系毫無招架之力。
後世將正信評為「德川的智囊」，德川家康許多重要決策不少是出自其手，是德川家康一生最重要的參謀。
由於權力欲望極高且擅於操弄權謀術數，被武將派稱為「奸臣」，與其他本多氏關係惡劣。本多忠勝曾指他「膽小」及與自己的本多一族完全沒有關係，榊原康政也曾批評正信是貪戀權勢的腐儒，而正信也曾批評忠勝有勇無謀。
正信經常向兒子正純說「我們並非出生於大家族，對於現況非常滿足，能夠永遠保持這樣就好。」
在松永久秀部下的時代，久秀對於正信的評價：「我見過不少德川家的家臣，但絕大多數都是只重武勇之輩，唯獨正信剛柔並濟、不卑不亢，有異於常人的器量。」
關原之戰後，德川家康苦慮於石田三成嫡子石田重家的處置（當時將敵方主將的嫡子殺害、斬草除根是理所當然之事，但重家已經出家為僧，且發誓效忠德川家）。最後家康請正信過來商量，正信答以：「無論如何都有理由赦免重家。他的父親治部（三成）為您立下大功，難道不應該考慮一下嗎？」家康追問是什麼功勞，正信回答：「治部糾合西國諸大名掀起了無用的關原之戰，拜此之賜，才讓日本全國六十餘州如今都服從在德川家之下。」家康考慮之後同意將重家赦免。

## 登場作品
小說
- 本多正信－讓家康取得天下的男人（PHP研究所、中村整史朗著）
- 二河白道（實業之日本社（日语：実業之日本社）、羽太雄平（日语：羽太雄平）著）
- 石田三成〔秀吉〕VS本多正信〔家康〕（文藝社（日语：文芸社）、島添芳實著）
- 生存（集英社、安部龍太郎著）

影視劇
- 酒與女與槍（日语：酒と女と槍）（1960年、東映、演：須賀不二夫）
- 敵在本能寺（1960年、松竹、演：海江田讓二（日语：海江田譲二））
- 德川家康（1964年、NET、演：中台祥浩）
- 德川秀忠之妻（日语：徳川秀忠の妻）（1969年、CX、演：玉川伊佐男）
- 春之坂道（日语：春の坂道）（1971年、NHK大河劇、演：巖金四郎）
- 宮本武藏（日语：宮本武蔵 (1975年のテレビドラマ)）（1975年、CX、演：玉生司朗）
- 女太閤記（1981年、NHK大河劇、演：神山繁）
- 關原（日语：関ヶ原 (テレビドラマ)）（1981年、TBS、演：三國連太郎）
- 德川家康（1983年、NHK大河劇、演：內藤武敏（日语：内藤武敏））
- 真田太平記（日语：真田太平記 (テレビドラマ)）（1985年、NHK、演：田中明夫）
- 野風之笛（1987年、NTV、演：井上昭文）
- 春日局（1989年、NHK大河劇、演：早崎文司）
- 德川家康（日语：徳川家康 (1988年のテレビドラマ)）（1988年、TBS、演：伊吹剛）
- 風雲!真田幸村（日语：風雲!真田幸村）（1989年、TX、演：菅貫太郎）
- 女帝 春日局（日语：女帝 春日局）（1990年、東映、演：長門裕之）
- 秀吉（1996年、NHK大河劇、演：宍戶錠（日语：宍戸錠））
- 德川之女（日语：徳川の女）（1997年、TX、演：峰岸徹）
- 影武者德川家康（日语：影武者徳川家康#テレビドラマ (1998年・テレビ朝日版)）（1998年、ANB、演：名古屋章）
- 梟之城（1999年、東寶、演：益富信孝）
- 葵德川三代（2000年、NHK大河劇、演：神山繁）
- 利家與松（2002年、NHK大河劇、演：中根徹）
- 武藏MUSASHI（2003年、NHK大河劇、演：西鄉輝彥）
- 茶茶 天涯的貴妃（2007年、東映、演：松重豐）
- 德川家康與三個女子（日语：徳川家康と三人の女）（2008年、EX、演：平泉成）
- 天地人（2009年、NHK大河劇、演：松山政路）
- 寧寧：女太閤記（2009年、TX、演：名高達男）
- 江~公主們的戰國~（2011年、NHK大河劇、演：草刈正雄）
- 影武者德川家康（日语：影武者徳川家康#テレビドラマ (2014年・テレビ東京「新春ワイド時代劇」)）（2014年、TX、演：目黑祐樹（日语：目黒祐樹））
- 真田丸（2016年、NHK大河劇、演：近藤正臣）
- 女城主 直虎（2017年、NHK大河劇、演：六角精兒（日语：六角精児））
- 關原（2017年、東寶、演：久保酎吉）
- 怎麼辦家康（2023年、NHK大河劇、演：松山研一）